# Anna-Carin Ahlquist
Anna-Carin Ahlquist, née le 5 juin 1972 à Göteborg, est une pongiste handisport suédoise concourant en classe 3 pour les athlètes en fauteuil roulant. Elle est championne paralympique en 2012 en individuel.

## Biographie
Elle est atteinte de sclérose en plaques. En mars 2019, on lui diagnostique un cancer du sein et Ahlquist doit subir une mastectomie.

## Carrière
Lors des Jeux paralympiques d'été de 2016, elle est battue en demi-finale de la compétition individuelle par la Chinoise Xue Juan mais remporte le match pour la médaille de bronze face à la Sud-Coréenne Yoon Ji-yu le lendemain. Par équipes avec Ingela Lundbäck, elle est battue pour la médaille de bronze par la paire coréenne composée de Kang Oe-jeong et Jung Young-a et elle termine 4e. Quatre ans plus tard, elle ne peut défendre son titre paralympique et se contente de la médaille de bronze en individuel.
Aux Jeux paralympiques d'été de 2020, Ahlquist termine au pied du podium en individuel, battue en quart par la Slovaque Alena Kánová mais est médaillée d'argent par équipes avec Lundbäck.

## Palmarès

### Jeux paralympiques
- médaille d'or en individuel classe 3 aux Jeux paralympiques d'été de 2012 à Londres
- médaille d'argent par équipes classe 4-5 aux Jeux paralympiques d'été de 2012 à Londres
- médaille d'argent par équipes classe 4-5 aux Jeux paralympiques d'été de 2020 à Tokyo
- médaille de bronze en individuel classe 3 aux Jeux paralympiques d'été de 2016 à Rio de Janeiro

### Championnats du monde
- médaille d'argent par équipes classe 5 aux Championnats du monde 2010 à Canton
- médaille d'argent par équipes classe 5 aux Championnats du monde 2014 à Pékin
- médaille de bronze en individuel classe 3 aux Championnats du monde 2014 à Pékin
- médaille de bronze en individuel classe 3 aux Championnats du monde 2018 à Laško